# Революційна дія
Революційні дії (біл. Рэвалюцыйнае дзеянне, рос. Революционное действие) — анархо-комуністична організація в Білорусі.
Утворилася в Мінську в лютому 2005 року як білоруська гілка лібертарно-комуністичного руху «Автономна дія». 11 квітня 2010 року «Автономна дія — Білорусь» оголосила про вихід з «АД» та змінила назву на «Революційна дія». Дотримується ідеології революційного анархокомунізму. Організація просуває анархістські ідеї у формі видання листівок та брошур, малювання ґрафіті та інших.
У 2016 році анархістська група «Революційна дія» в соціальній мережі «ВКонтакте», а також матеріали, опубліковані в ній, було внесено в Білорусі до списку екстремістських і доступ до них було заблоковано. Ріпост інформації з «екстремістських джерел» загрожує адміністративною відповідальністю з покаранням у вигляді штрафу чи арешту.
В листопаді 2021 року МВС Білорусі вніс інтернет-ресурси «Революційної діі» до списку екстремістських формувань. Створення такого формування чи участь у ньому є кримінальним злочином у Білорусі.